# تاكومي ناغيرا
تاكومي ناغيرا (باليابانية: 名倉 巧) (3 يونيو 1998 في طوكيو في اليابان – )؛ هو لاعب كرة قدم كان يلعب كلاعب وسط.

## وصلات خارجية
- تاكومي ناغيرا على موقع رابطة كرة القدم اليابانية للمحترفين (اليابانية)
- تاكومي ناغيرا على موقع قاعدة بيانات كرة القدم.إي يو (الإنجليزية)
- تاكومي ناغيرا على موقع Soccerway.com (الإنجليزية)
- تاكومي ناغيرا على موقع عالم كرة القدم.نت (الإنجليزية)